# دنیس وودساید
دنیس وودساید (به انگلیسی: Dennis Woodside) مدیر عامل اجرایی موتورولا موبیلیتی است. او از می ۲۰۱۲ و تصاحب توسط گوگل به این جایگاه رسید. او جانشین سنجی جا (به انگلیسی: Sanjay Jha) شده‌است.
وودساید مسئولیتش را در گوگل از سال ۲۰۰۳ آغاز کرد و وظیفه سرمایه‌گذاری‌های جدید در اروپا، خاورمیانه و آفریقا را بر عهده داشت. وودساید پیش از مدیرعاملی موتورولا موبیلیتی، نایب رئیس بخش عملیاتی گوگل در آمریکا بود.